# Beitrag zur Kenntnis der natürlichen Familie Amarantaceen
Beitrag zur Kenntnis der natürlichen Familie Amarantaceen (abreviado Beitr. Kennt. Nat. Fam. Amarant.) es un libro con ilustraciones y descripciones botánicas que fue escrito por el médico, naturalista, botánico, antropólogo y uno de los más importantes investigadores alemanes Carl Friedrich Philipp von Martius Fue publicado en el año 1825.